# اما ناوارو
اِما ناوارو (انگلیسی: Emma Navarro؛ زادهٔ ۱۸ مهٔ ۲۰۰۱) تنیس‌باز اهل ایالات متحده آمریکا است. بالاترین جایگاه او در رده‌بندی انجمن تنیس زنان، رتبهٔ ۱۷ بوده که در ژوئن ۲۰۲۴ به‌دست آمده است.